# Линдон, Лайонел
Лайонел Линдон (англ. Lionel Lindon; 2 сентября 1905, Сан-Франциско, Калифорния — 20 сентября 1971, Ван-Найс, Калифорния) — американский кинооператор. Лауреат премии «Оскар» за лучшую операторскую работу в фильме «Вокруг света за 80 дней».

## Биография
Родился 2 сентября 1905 года в Калифорнии. После окончания школы поступил на работу в Paramount Pictures. С 1927 года начал работать в кино в качестве помощника оператора. В качестве основного кинооператора начал работать с 1943 года. Известен по фильмам «Вокруг света за 80 дней» Майкла Андерсона, «Маньчжурский кандидат» и «Большой приз» режиссёра Джона Франкенхаймера. За свою карьеру принял участие с съёмках 125 картин. Состоял в Американском обществе кинооператоров.
Умер 20 сентября 1971 года в Ван-Найсе, Калифорния.

## Избранная фильмография
- 1944 — Идти своим путём / Going My Way (реж. Лео Маккэри)
- 1946 — Синий георгин / The Blue Dahlia (реж. Джордж Маршалл)
- 1947 — Моя любимая брюнетка / My Favorite Brunette (реж. Эллиотт Наджент)
- 1949 — Псевдоним Ник Бил / Alias Nick Beal (реж. Джон Фэрроу)
- 1950 — Место назначения — Луна / Destination — Moon (реж. Ирвинг Пичел)
- 1950 — Зыбучий песок / Quicksand (реж. Ирвинг Пичел)
- 1952 — Поворотная точка / The Turning Point (реж. Уильям Дитерле)
- 1955 — Покорение космоса / Conquest of Space (реж. Байрон Хэскин)
- 1955 — Адский остров / Hell's Island (реж. Фил Карлсон)
- 1956 — Вокруг света за 80 дней / Around The World In 80 Days (реж. Майкл Андерсон)
- 1957 — Чёрный скорпион / The Black Scorpion (реж. Людвиг Эдвард)
- 1958 — Я хочу жить! / I Want to Live! (реж. Роберт Уайз)
- 1961 — Юные дикари / The Young Savages (реж. Джон Франкенхаймер)
- 1962 — Маньчжурский кандидат / The Manchurian Candidate (реж. Джон Франкенхаймер)
- 1966 — Большой приз / Grand Prix (реж. Джон Франкенхаймер)
- 1966 — Смертельный жар на карусели / Dead Heat on a Merry-Go-Round (реж. Бернард Джирард)

## Награды и номинации
- Премия «Оскар» за лучшую операторскую работу
  - Номинировался в 1945 году за фильм «Идти своим путём»[6]
  - Лауреат 1957 года за фильм «Вокруг света за 80 дней»[7]
  - Номинировался в 1959 году за фильм «Я хочу жить!»[8]